# IS-7
IS-7 – radziecki czołg ciężki wyprodukowany po II wojnie światowej w Leningradzkich Zakładach Kirowskich.

## Historia

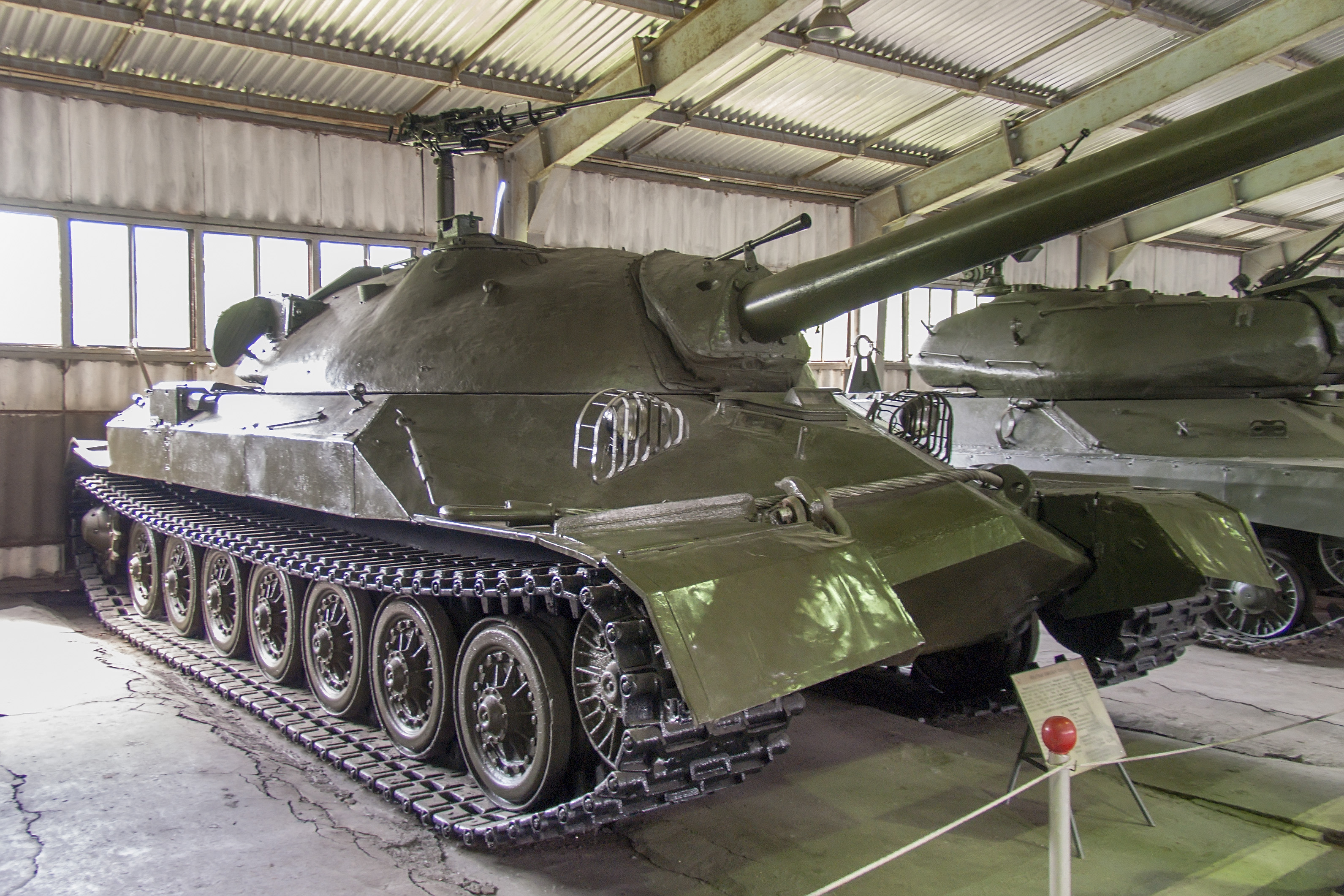
IS-7 w Muzeum Czołgów w Kubince

Po zakończeniu II wojny światowej na uzbrojeniu specjalnych jednostek pancernych Armii Czerwonej pozostawały czołgi ciężkie IS-2 i IS-3 a nowo powstały czołg ciężki IS-4 nie spełnił pokładanych w nim nadziei. W tej sytuacji zespół konstruktorów pod kierunkiem Ż. Kotina rozpoczął w 1946 roku pracę nad nowym superciężkim czołgiem. Projekt otrzymał fabryczne oznaczenie Obiekt 260 a głównym konstruktorem został inżynier N. Szaszmurin. Na początku 1948 roku ukończono montaż pierwszych prototypowych wozów. Czołgi pomyślnie przeszły próby fabryczne i przedstawiono je komisji państwowej mającej zadecydować o dalszym losie pojazdu. Na testy poligonowe IS-7 przyjechał sam dowódca wojsk pancernych i zmechanizowanych marszałek wojsk pancernych S.I. Bogdanow. W próbach uczestniczyli również przedstawiciele kierownictwa partyjnego Leningradu. W trakcie testów pojazd wykazał się niezwykłą jak na czołg o takiej masie szybkością, którą uzyskiwano za cenę szybkiego zużywania gąsienic, kół i ogromnego zużycia paliwa (średnie zużycie paliwa IS-7 wynosiło 450 l na 100 km). Podczas prób doszło do dwóch niebezpiecznych zdarzeń. Podczas strzelania z armaty do czołgu, mającego określić wytrzymałość pancerza, jeden z pocisków, nie przebijając czołgu oderwał blok zawieszenia wraz z kołem. W trakcie badań innego prototypu zapalił się przedział silnikowy czołgu a układ gaśniczy pojazdu nie zdołał opanować pożaru i czołg doszczętnie spłonął, załoga zdołała bezpiecznie opuścić wóz. Obydwa przypadki jak również szereg innych usterek zadecydowały o tym, że państwowa komisja nie zarekomendowała czołgu jako spełniającego wymagania taktyczno techniczne. Dalszy los IS-7 związany był już nie z technicznymi aspektami konstrukcji ale z polityką. Na początku 1949 roku rozegrał się finał tzw. sprawy leningradzkiej, rozgrywki jaką prowadził Ławrientij Beria i Gieorgij Malenkow w walce o władzę, wspólnie doprowadzili do czystki w aparacie partyjnym Leningradu. Niszcząc wszystko po „wrogach ludu”, ich los podzielił również IS-7. Jedyny zachowany egzemplarz IS-7 prezentowany jest w Muzeum czołgów w Kubince.

## Konstrukcja
Kadłub czołgu wykonany był z płyt walcowanych łączonych spawami, przód pojazdu był specjalnie ukształtowany w tzw. "nos szczupaka", zbudowany z trzech płyt stalowych o grubości 150 mm, taki kształt miał ułatwić rykoszetowanie pocisków uderzających w kadłub z przodu czołgu. Kadłub miał przekrój trapezu z krótszą dolną podstawą, tak dobrany przekrój również miał ułatwić rykoszetowanie pocisków uderzających w pojazd z boków. Przedział silnikowy znajdował się z tyłu pojazdu. Zastosowano czterosuwowy silnik wysokoprężny M-50, silnik ten masowo stosowano do napędzania radzieckich kutrów torpedowych. Moment obrotowy silnika przekazywany był do kół napędowych przez mechaniczną skrzynie biegów i planetarne mechanizmy skrętu. Taki układ zapewniał osiągnięcie wysokich prędkości ale kosztem ogromnego zużycia paliwa. W przedziale silnikowym zamontowano układ przeciwpożarowy składający się z czujników ognia i gaśnic umożliwiający trzykrotne użycie. Czołg posiadał siedem par stalowych kół jezdnych z wewnętrzną amortyzacją w postaci gumowych wkładek. Koła zawieszone były niezależnie na wałkach skrętnych. Wałki zbudowane były z wiązek krótkich wałków o małej średnicy. Wahacze kół jezdnych zaopatrzone były w hydrauliczne tłumiki drgań.

## Uzbrojenie
Uzbrojenie artyleryjskie czołgu mieściło się w odlewanej wieży, której grubość z przodu wynosiła 250 mm, również jej półsferyczny kształt miał służyć rykoszetowaniu pocisków uderzających w wieżę. W wieży zamontowana była 130 mm armata S-70. Była to daleka krewna morskiej armaty B-13 montowanej od 1935 roku na niszczycielach. Armata strzelała pociskami burzącymi i przeciwpancernymi o masie ok. 33 kg. Pełna masa kompletnego naboju sięgała 60 kilogramów dlatego do ładowania pocisku przeznaczono dwóch ładowniczych. Jednostka ognia działa S-70 wynosiła 25 nabojów. Z armatą sprzężony był 14,5 mm wielkokalibrowy karabin maszynowy KPWT oraz dwa 7,62 karabiny maszynowe SGMT. Na obu bokach wieży umieszczone były na stałe kolejne dwa karabiny SGMT strzelające do tyłu i uruchamiane z wieży. Kolejne dwa SGMT, strzelające na wprost i uruchamiane zdalnie z wieży, zamontowano na stałe w opancerzonych pojemnikach zamontowanych po bokach kadłuba czołgu. Na wieży zamontowany był przeciwlotniczy KPWT, którym również można było sterować nie wychodząc z pojazdu. Załoga IS-7 składała się z pięciu ludzi: dowódcy siedzącego w wieży z prawej strony działa, mechanika kierowcy siedzącego z przodu kadłuba, celowniczego w wieży po lewej stronie działa i dwóch ładowniczych za celowniczym.